# 前橋市立広瀬小学校
前橋市立広瀬小学校（まえばししりつ ひろせしょうがっこう）は、群馬県前橋市広瀬町3丁目にある公立小学校。

## 所在地
- 群馬県前橋市広瀬町3丁目19番地

## 沿革
- 1970年（昭和45年）4月1日 - 開校。
- 1971年（昭和46年） - プール竣工し、開場式挙行。北校舎増築。校歌制定。
- 1972年（昭和47年） - 広瀬コミュニティーセンター（兼体育館）開館。
- 1974年（昭和49年） - 南校舎増築。
- 1977年（昭和52年）
  - 4月1日 - 朝倉小学校分離。
  - 時期不明 - 東校舎増築。
- 1978年（昭和53年）6月 - 遊び場開放開始。
- 1979年（昭和54年）4月1日 - 山王小学校分離。
- 1983年（昭和58年）4月1日 - 日本語教室開設。
- 1990年（平成2年） - 開校20周年記念誌「広瀬」発行。
- 1996年（平成8年） - 南校舎耐震工事実施。
- 1997年（平成9年） - コンピュータ設置。
- 1998年（平成10年） - インターネット接続開始。
- 1999年（平成11年） - 温水シャワー付きのプール竣工。
- 2000年（平成12年） - 北校舎耐震工事実施。開校30周年記念誌「広瀬」発行。
- 2011年（平成23年） - 通級指導教室開設。
- 2012年（平成24年） - 東校舎内に学童クラブ設置。
- 2014年（平成26年） - 体育館耐震補強・大規模改修工事完成。
- 2015年（平成27年） - ほっとルーム開設。タブレットPC導入。
- 2017年（平成29年） - 言語指導教室開設。
- 2019年（令和元年） - 創立50周年記念事業実施し、記念誌発行。
- 2020年（令和2年） - 北校舎中央トイレ改修。
- 2021年（令和3年） - GIGAスクール構想により、1人1台端末導入。
- 2022年（令和4年） - 3年ぶりの全校運動会実施（コロナ禍による）。
- 2023年（令和5年） - 校舎の屋上庇、外壁、北側窓台の補修工事実施。

## 通学区域と進学先中学校
出典

### 通学区域
- 広瀬町2丁目（一部）
- 広瀬町3丁目（全域）

### 進学先中学校
- 前橋市立明桜中学校

## 学校周辺
- 学校法人永井学園幼稚園型認定こども園ひろせ幼稚園 - 前橋市道をはさんで、校地北西側に敷地が隣接。かつ、進学前幼稚園のひとつ。
- 前橋市営広瀬第5団地
  - このほか、民営のマンション・アパートなども点在。
- 石川そろばん塾広瀬教室
- 前橋市立広瀬三丁目公園
- セブンイレブン前橋広瀬3丁目店
- 韮川
- 医療法人中沢会上毛病院 - 韮川の北側に位置する。
- 介護老人保健施設けやき苑 - 上毛病院敷地内に所在。
- このほか、上毛病院以外の医療機関も点在。

## アクセス
- 日本中央バス「42系統・広瀬駒形線」で、「広瀬小学校前」停留所下車。
  - JR前橋駅（北口4番のりば）から、上述の日本中央バスに乗車し23分、「広瀬小学校前」停留所下車。
- JR東日本両毛線前橋大島駅から、徒歩約2.2km・約33分。